# I Bi-Bi
I Bi-Bi (titolo internazionale: The Bee-Bees) è una serie televisiva italiana a disegni animati prodotta da de Mas & Partners, Rai Fiction e Village Productions nel 2006, composta da 52 episodi di 6 minuti e mezzo ciascuno.
La serie, che si rivolge ad un pubblico di età prescolare, è dedicata alla memoria dello scomparso Pierluigi de Mas.

## Trama
I Bi-Bi sono delle creature bizzarre che vivono in un mondo fantastico, dove ogni cosa è insolita e meravigliosa. I piccoli Baco, Bina, Blob, Bu, si ritrovano per giocare sotto il grande albero, facendo sempre delle nuove scoperte, preludio a tante piccole avventure. Alla fine è il saggio Blu che spiega loro ogni cosa e mette tutto a posto.

## Personaggi principali
Il doppiaggio è stato effettuato presso la Sample srl di Milano, diretto da Graziano Galoforo. Ognuno dei Bi-Bi ha delle caratteristiche particolari:
- Baco - Possiede una piccola antenna con la quale può chiamare il saggio Blu. Voce originale: Donatella Fanfani.
- Bina - Può allungare le gambe ed è dotata di una coda prensile. Voce originale: Daniela Fava.
- Blob - Sa trasformarsi in un qualunque oggetto. Voce originale: Cinzia Massironi
- Bu - Sa volare e può scomporsi e ricomporsi in tanti piccoli Bu. Voce originale: Cinzia Massironi.
- Saggio Blu - L'unica figura adulta protagonista; Blu sa sempre come consigliare e guidare i piccoli Bi-Bi. Voce originale: Pietro Ubaldi.